# Узин
Узи́н — місто Білоцерківського району Київської області на Придніпровській височині. Центр Узинської міської громади. Населення 12 тис. мешканців (2024 р.).

## Географія
Містом протікає річка Гудзинь.

## Історія
Місто Узин вперше згадується в історичних документах з 1590 року як Узениця, з 1773 — Темберщина (певно на честь власника), а з кінця 18 століття несе свою сучасну назву. Етимологія назви, може мати два походження слов'янське та тюрське. Слов'янське з боку лінгвістики пов'язана з оригінальною назвою згадки 1590 року річки і села Узениця від слів узенька, узький, себто вузька річка, згодом назва перенесена на село і місто. Тюрське пояснення дещо менш переконливе з фонетичного боку та пов'язано з тюркським племенем огузів чи гузів, що мешкало тут у X—XIII ст. Місто лежить уздовж річки Узинка (басейн р. Росі), у південно-східній частині так званого Білоцерківського степу — літописного Перепетового поля.

### Київська Русь
Історики стверджують, що в X ст. у південно-руські степи із Середньої Азії перекочувала частка племен огузів. Їх ще називали «огузи». Назва цих племен мало імовірно дала б назву місту та річці, через не осідлість тюрків тут, значний розрив у згадці назви річки та села у (близько у 250 років) і часів існування огузів, та слід зважати, на те, що на теренах міста не зафіксовано ні огузьких стоянок ні згадок кочування. Степові простори були місцем кочування ще в скіфські часи, про що імовірно свідчить знайдене тут грецьке бронзове дзеркало VI ст. до н. е.
У 1151 р. на Перепетовому полі поблизу сучасного смт Гребінки відбувалася битва між князем Ізяславом Мстиславичем та Юрієм Довгоруким. В описі маршруту руху війська суздальського князя літописець згадує річку Бзяницю. Більша частина дослідників вважає, що Бзяниця давньоруських часів є не що інше, як середньовічна Узениця та сучасна р. Узинка, а за припущенням М. С. Грушевського, ним може бути як назва урочища, так і поселення.
Ще одна тюрська версія походження топоніма пов'язана з тюркським гідрографічним терміном каз. «Өзен», що означає «річка». Зрештою походження слов'янське назви річки нині Узинка дуже імовірне зважаючи на стару назву Узениця від короткої форма прикметника Узен та суфікса у жіночому роді -иця що означало «узенька річка» (порівняйте блаже́н, жа́ден, незго́ден, пови́нен). Спосіб утворення назви річки доволі типовий для слов'янських земель, що імовірно свідчить про слов'янське походження назви річки та від нього села і міста, так і згадки назви річки як Узька у 19 ст. Зокрема переконливішою здається таке походження через саме слов'янське, а не тюрське осіле місцеве населення ще з доби лука-райковецької культури та раніше на землях басейну ріки Рось.

### Новий час
Першу писемну згадку про Узеницю (Узин) вже як селища зустрічаємо у свідченнях жителів Узениці, або стар.-укр. ȣꙁεɴъ (лютий 1638 р.), що втекли до Московії після поразки козацького повстання 1638 р. Під час військових подій другої половини XVII ст. життя в селищі занепало. Виродження почалося з середини XVIII ст. У 1773 р. управитель Білоцерківського ключа пан Глембовський надав повноваження на утворення слободи на р. Узин ротмістру польської служби пану Темберському. Відтоді село називалось Темберщиною чи Узькою, Узином. Ще в наші дні мешканці міста та округи називають Узин Темберщиною.
1842 року було збудовано дерев'яну церкву св. Миколая. Метричні книги, клірові відомості, сповідні розписи церкви св. Миколая с. Темберщина Блощинської волості Васильківського пов. Київської губ. зберігаються в ЦДІАК України. http://cdiak.archives.gov.ua/baza_geog_pok/church/temb_001.xml
Після смерті Темберського Темберщина перейшла у власність графів Браницьких. На кінець XIX ст. землями в Узині та навколо нього володіли понад 10 поміщиків. Великий маєток належав поміщику Пухальському. Крім того, були в Узині ще поміщики Жуковський, Здановський та інші.

### Новітня доба
Радянська влада в Узині закріпилася остаточно у грудні 1919 р. Велику роль у відбудові економіки відігравав цукровий завод, заснований у 1899 р. (діє і нині). У 1923—1930 рр. та у 1934—1963 рр. Узин був районним центром спочатку Білоцерківської округи, а згодом Київської області.
Протягом 1929—1931 років виникали і зникали ТСОЗИ «Червоний Плугатар», «Червоний хлібороб», ім. Петровського, «Воля», «Промінь», «Більшовик», «Перемога», «Червона Зірка», ім. 1 Травня. Їм на зміну приходили колгоспи «Промінь», «Комунар», «Новий шлях», «Більшовик», «1 Травня» з безперервними розкуркулюваннями.
Протягом 1932—1933 рр. від голоду в Узині померло понад 300 осіб, а за підрахунками очевидців трагедії Мищинського П. В. та Дідик О. Л. — 1563 узинці. На двох кладовищах встановлені пам'ятні хрести «Жертвам Голодомору 1932—1933 рр.».
Під час Німецько-радянської війни з Узина мобілізовано майже все чоловіче населення. 24 липня 1941 р. село окуповано німецькими військами.
На Узинському цукрозаводі діяла підпільна група, активними членами якої були Я. М. Гарнага, П. П. Забрейко, І. С. Кобернік, Ф. О. Тищенко, А. О. Глуха, М. В. Радіонов, В. М. Шубін, І. О. Івашко та інші.
6 січня 1944 р. Узин визволено частинами 180-ї стрілецької дивізії під командуванням полковника Ф. П. Шмельова. У центрі міста знаходиться Братська могила, де покояться 19 воїнів, які загинули під час визволення Узина від гітлерівців. За роки німецької окупації закатовано 15 узинців, відправлено в концтабір 44 особи. Загалом протягом війни від рук німецьких завойовників полягло 1660 узинців.
Після війни почалася відбудова села та колгоспу. У 1956 р. Узин отримав статус селища міського типу, а з 25 серпня 1971 р. — міста.
Місто Узин відоме аеродромним комплексом, на якому базувалася дальня авіація. Цей комплекс за своїм технічним обладнанням і стратегічним розміщенням входив до четвірки найкращих аеродромних комплексів колишнього СРСР. Для сімей військовослужбовців було збудовано військове житлове містечко з мережею магазинів, шкіл, дитячих закладів. У 1993 р. розпочато розформування військових частин Узинського аеродромного комплексу, яке завершено у 2000 р.

## Промисловість та торгівля
На сьогодні в Узині діє декілька промислових та сільськогосподарських підприємств, серед яких: ВАТ «Узинський цукровий комбінат», звірогосподарство «Хутровик», ТОВ «Візит», TOB «Будівельник-1», ПОП «Агрофірма Узинська», ТОВ «Узинагро-інвест», TOB «Прогрес». Споживчий ринок міста представлений підприємствами роздрібної торгівлі в кількості 110 одиниць, діє 11 закладів громадського харчування.
На території Узинської міськради зареєстровано понад 115 підприємств малого бізнесу.

## Культура
У місті діють 3 ЗОШ та гімназія, З ДНЗ, Музична школа. Будинок дитячої та юнацької творчості. Кінотеатр «Зоря», бібліотеки для дорослих та дітей. Відкрито Центр соціальної реабілітації для дітей, позбавлених батьківської опіки, та З Дитячі будинки сімейного типу. Діє соціальний центр «Надія». В Узинській районній лікарні передбачено 85 стаціонарних ліжок, функціонує денний стаціонар на 30 ліжок.
У місті розташований Свято-Успенський храм, що став форпостом відродження духовності узинчан.

## Населення

### Чисельність
Місто Узин займає площу 8920 га, де проживають 11 921 жителів (01.01.2022). Скорочення населення пов'язане з розформуванням військової частини.
| 1975   | 1989   | 2001   | 2004   | 2005   | 2015   |
| ------ | ------ | ------ | ------ | ------ | ------ |
| 16 000 | 16 469 | 13 217 | 12 759 | 12 628 | 12 089 |

### Національний склад
Розподіл населення за національністю за даними перепису 2001 року:
| Національність  | Відсоток |
| --------------- | -------- |
| українці        | 88.81%   |
| росіяни         | 9.26%    |
| білоруси        | 0.53%    |
| вірмени         | 0.12%    |
| інші/не вказали | 1.28%    |

### Мовний склад
Розподіл населення за рідною мовою за даними перепису 2001 року:
| Мова            | Кількість | Відсоток |
| --------------- | --------- | -------- |
| українська      | 11706     | 88.82%   |
| російська       | 1343      | 10.19%   |
| білоруська      | 24        | 0.18%    |
| вірменська      | 6         | 0.05%    |
| болгарська      | 2         | 0.02%    |
| єврейська       | 1         | 0.01%    |
| румунська       | 1         | 0.01%    |
| інші/не вказали | 96        | 0.72%    |
| Усього          | 13179     | 100%     |

## Сьогодення
В Узині знаходився військовий аеропорт дальньої авіації та була розташована відповідна військова частина, що зараз розформована. Житловий фонд та соціальна інфраструктура військової частини (клуб, стадіон тощо) передані міській раді. В місті знаходиться цукровий комбінат (заснований 1899; 1913 близько 7 % виробництва цукру-піску України), переробний та консервний завод, асфальтний завод, автопідприємство та колгосп.

## Відомі люди
В Узині народилися:
- Павло Романович Попович — льотчик-космонавт СРСР. двічі Герой Радянського Союзу. Герой Праці, генерал-майор авіації Після військового училища він служив у військово-повітряних силах, звідти у 1960 р. був зарахований у перший загін космонавтів. 12 серпня 1962 р. П. Р. Попович здійснив перший у світі груповий політ як командир космічного корабля «Восток-4», який пілотував Андріян Ніколаєв. З липня 1974 р. разом з Ю. Артюхіним Павло Романович вдруге здійснив політ на космічному кораблі «Союз-14» та орбітальній станції «Салют-3» як командир.
- У вересні 1784 р. в Темберщині в родині священника народився майбутній український музикант, педагог, богослов Георгій Пантелеймонович Августинович, який залишив вагомий слід в історії української музичної культури. У 1811 р. Г. Августинович закінчив навчання в Київській духовній академії. У 20 років служив в Києво-Печерській лаврі. Воскресенській та інших церквах. Згодом він створив школу учнів і послідовників. Помер музикант 28 грудня 1842 р.
- На початку XX ст. в Узині жив і працював відомий садівник Володимир Левкович Симиренко, який створив сорт яблук «симиренків ранній». Симиренків сад існує в місті і нині.
- Гура Дмитро Іванович (1988—2015) — солдат Збройних сил України, учасник російсько-української війни.
- Лиховій Дмитро Вікторович — заслужений журналіст України, речник Генерального штабу Збройних сил України, головний редактор інтернет-видання «Новинарня».
- Синиця Стефан — старшина Армії УНР, учасник бою під Малими Міньками.
- Людмила Юріна — українська композиторка
- Царенко Тетяна Іванівна - українська поетеса, прозаїк, член Національної спілки письменників України (2012)
- Гаврилюк Андрій Петрович — кіборг
- Чмелівський Віталій Володимирович (1982—2014) — солдат ЗСУ, загинув під час боїв за Дебальцеве.
- Лоскутов Сергій Володимирович (Сергій Лоскот) — дитячий писменник, волонтер, учасник АТО 2014—2015 рр.
- Новосельський Василь Павлович (нар.17 жовтня 1929 р.), член Національної спілки журналістів України, закінчив Білоцерківський сільськогосподарський інститут, Київську  сільськогосподарську академію. Працював в Зозівській школі сільської механізації Липовецького р-ну на Вінниччині. Однокласник та троюрідний брат космонавта Павла Романовича Поповича.